# Museo nazionale atestino
Il Museo nazionale atestino, conosciuto anche come Museo archeologico di Este o semplicemente Museo di Este (in passato "Museo Euganeo-Romano"), è un museo archeologico situato ad Este, in provincia di Padova.
Dal 1902 il museo è ospitato presso la cinquecentesca Villa Mocenigo, distrutta da un incendio nel '700 e in seguito ricostruita, vicino alla cinta muraria trecentesca.
Dal dicembre 2014 il Ministero per i beni e le attività culturali lo gestisce tramite il Polo museale del Veneto, nel dicembre 2019 divenuto Direzione regionale Musei.

## Storia
I primi reperti rinvenuti nella zona sono documentati già a partire dal XIII-XIV secolo. Tuttavia solo nel XVII secolo, il senatore della Repubblica di Venezia Giorgio Contarini iniziò a collezionare alcune lapidi iscritte, la maggior parte comprate da antiquari padovani di Padova, presso la villa Contarini degli Screni, detta "Vigna Contarena".
Nel XVIII secolo, lo storiografo estense Isidoro Alessi riuscì a recuperare presso la sua abitazione molte epigrafi rinvenute ad Este e dintorni, mentre nella vicina Battaglia Terme il marchese Tommaso Obizzi collezionò molte monete, lapidi e ceramiche nel proprio castello del Catajo, il quale poi fu ereditato da Ercole Rinaldo III d'Este, già duca di Modena e facente parte della famiglia reale d'Austria-Este: per questo motivo già nel 1822 e soccessivamente nel 1896 molti oggetti (in particolare i bronzetti e le monete) facenti parte della preziosa collezione furono trasferiti a Vienna (presso il museo di storia dell'arte e il museo di storia naturale) e Modena. Nello stesso periodo i cittadini di Este iniziano a percepire la grave perdita culturale a cui potevano andare incontro, se non avessero fermato tale dispersione.
Nel 1834 Vincenzo Fracanzani fonda all'interno della chiesa di Santa Maria dei Battuti, dentro al complesso del convento di San Francesco, il primo e piccolo Museo Civico Lapidario, in seguito acquistato dall'amministrazione comunale, in cui sono raccolti 89 reperti provenienti dalle collezioni di Giorgio Contarini e Isidoro Alessi. Il museo ha un grande successo e nel 1867 viene visitato dallo storico tedesco Theodor Mommsen.
A partire dal 1876 inizia una campagna di scavi che porta al ritrovamento di sette tombe contenenti ricchissime decorazioni e una necropoli preromana, che fa intuire la presenza di un'antica civiltà. L'aumento del ritrovamento di reperti e la loro straordinarietà portò all'ampliamento del museo, che venne ridenominato in "Museo Euganeo-Romano" nel 1880. Tuttavia, a causa della crisi economica, nel 1882/1883 l'amministrazione comunale chiese di nazionalizzare il museo e finalmente il 3 aprile 1887 venne emanato il Regio Decreto che ufficialmente istituiva il Regio museo nazionale atestino, nominando direttore Alessandro Prosdocimi.
Il 6 luglio 1902 viene inaugurata la nuova sede del museo presso Villa Mocenigo. Durante la prima guerra mondiale gli oggetti più preziosi vengono trasferiti temporaneamente a Firenze e Roma fino al 1919. Negli anni successivi continuano le campagne di scavo, che portano al ritrovamento di oltre 50 tombe. Durante l'epoca fascista il museo viene ristrutturato ed ampliato e viene acquisito il famoso medaglione aureo di Augusto coniato nell'anno 2 a.C., oltre ad alcune ceramiche cinquecentesche dell'abbazia di Santa Maria delle Carceri.
Nel secondo dopoguerra inizia l'opera di risistemazione del museo, che comporta la diminuzione degli ormai troppi reperti esposti (accatastati in maniera caotica) ed inizia un'imponente opera di catalogazione, che comporta però l'interruzione degli scavi a causa della carenza di personale e di risorse economiche.
Nel 1979 il museo venne chiuso per il restauro di Villa Mocenigo. Dopo 5 anni di lavori, il museo venne riaperto offrendo al pubblico una rinnovata sistemazione degli oggetti.

## Esposizioni

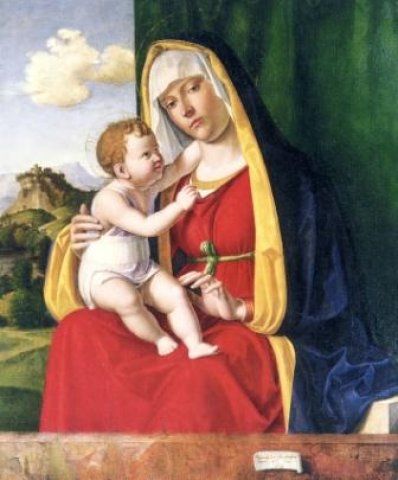
Cima da Conegliano, Madonna col Bambino (olio su tavola, 1503)

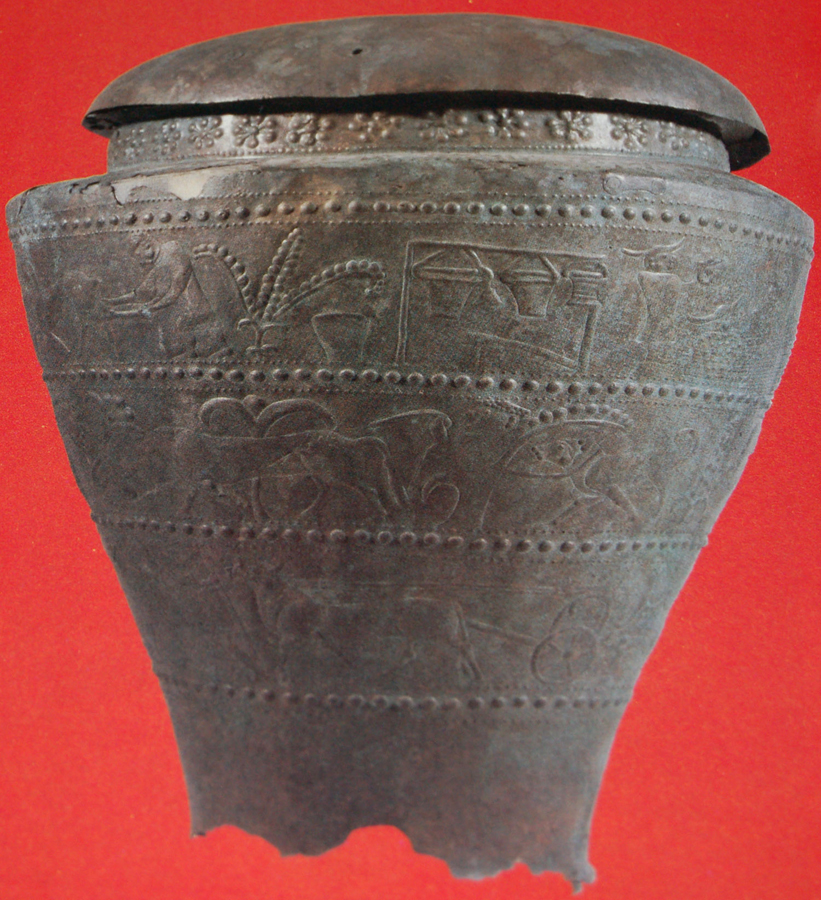
La situla Benvenuti del VII secolo a.C. in bronzo, simbolo della civiltà atestina

Il museo conserva oltre 65.000 oggetti ed è suddiviso in undici sale con varie sezioni tematiche: al pianterreno sono esposti i reperti archeologici dell'età romana dell'antica città di Ateste, suddivisi in  monumenti funerari, lapidi, monete, mosaici in tessere bianche e nere con nuotatori e la ricostruzione di un soffitto affrescato di una villa. 
Infine vi è una sala dedicata all'epoca medievale e moderna, che espone statue medioevali e alcuni pezzi della rinomata ceramica di Este. Alla parete si può ammirare una pregevole Madonna col Bambino dipinta su tavola da Cima da Conegliano nel 1504 e proveniente dalla chiesa degli "Zoccoli". 
Al primo piano, preceduta da una serie di stampe storiche della città di Este,  si trova la ricca sezione protostorica, che conserva le testimonianze dell'epoca paleoveneta, suddivisa in reperti preistorici, vasellame e oggetti di uso quotidiano, ex voto e bronzetti di offerenti, connessi al culto della dea Reitia e i corredi funerari.
Sulla terrazza superiore sono collocati stemmi e statue di epoca rinascimentale e barocca, tra cui una raffigurazione allegorica del Tempo e un putto con in mano un copricapo a forma di triregno.
Inoltre il museo dispone di una biblioteca specialistica, un laboratorio di restauro, una sala conferenze ed ospita regolarmente diverse esposizioni temporanee.

## Direttori
- 1834-1874 - Eugenio Gasparini
- 1874 - Francesco Soranzo
- 1874-1922 - Alessandro Prosdocimi
- 1922-1947 - Adolfo Callegari
- 1947-1965 - Giulia Fogolari
- 1965-1985 - Anna Maria Chieco Bianchi
- 1985-1993 - Angela Ruta Serafini
- 2010-2014 - Elodia Bianchin Citton
- 2015-2016 - Giovanna Gambacurta[7]
- 2016-2021 - Federica Gonzato
- 2022-oggi - Benedetta Prosdocimi